# Новосади (Вармінсько-Мазурське воєводство)
Новосади (пол. Nowosady) — село в Польщі, у гміні Лідзбарк-Вармінський Лідзбарського повіту Вармінсько-Мазурського воєводства.
Населення — 122 особи (2011).
У 1975-1998 роках село належало до Ольштинського воєводства.

## Демографія
Демографічна структура станом на 31 березня 2011 року:
|          | Загалом | Допрацездатний вік | Працездатний вік | Постпрацездатний вік |
| -------- | ------- | ------------------ | ---------------- | -------------------- |
| Чоловіки | 60      | 15                 | 43               | 2                    |
| Жінки    | 62      | 13                 | 38               | 11                   |
| Разом    | 122     | 28                 | 81               | 13                   |